# 야만왕국

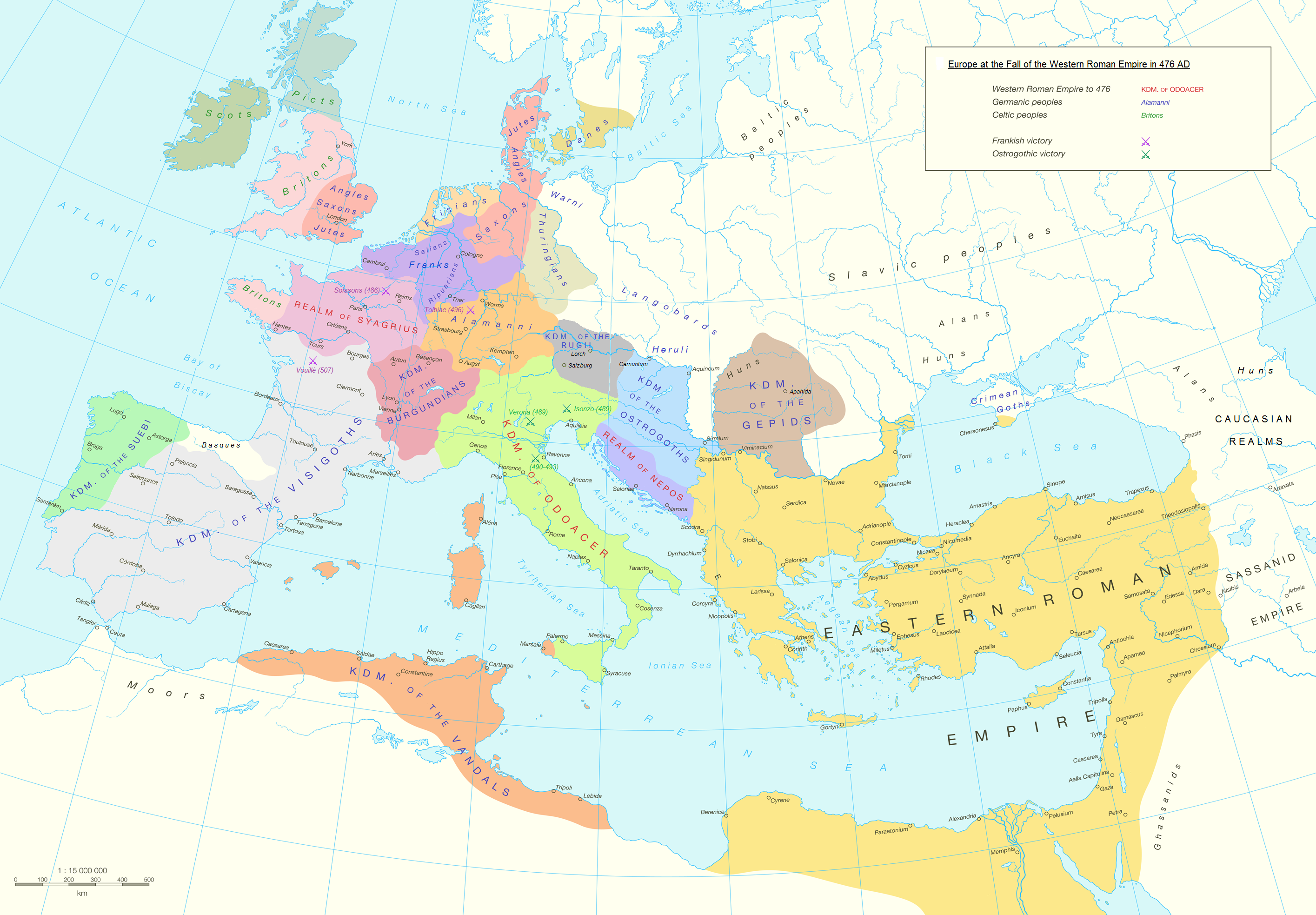
기원후 476년경의 유럽 및 지중해.

야만왕국(영어: barbarian kingdoms)이란 민족대이동과 서로마 제국의 멸망을 전후한 고대 말기-중세 초기 시대에 북서유럽 및 지중해 세계에 세워진 왕국들을 말한다. 고대 그리스-로마의 역사가들은 자신들의 고전 고대 문화에 속하지 않은 민족들을 야만하다(바르바로이)고 했는데, 그 민족들이 주체가 된 국가들이다.
야만왕국들 중 가장 중요하고 또 가장 성공적이었던 국가는 프랑크인들의 프랑키아다. 4세기말 5세기초에 수립된 프랑크인의 왕국은 서유럽 거의 대부분을 장악하면서 중세 초기의 카롤루스 제국으로 진화했고, 그것은 다시 중세 성기의 신성로마제국과 프랑스 왕국으로 이어지는 밑바탕이 되었다.
그 밖에 중요한 야만왕국들로 5세기에 세워진 고트인들의 서고트 왕국과 동고트 왕국이 있다. 동고트 왕국은 550년대에 고트 전쟁으로 동로마 제국에게 재정복되었지만, 서고트 왕국은 8세기까지 지속되다가 우마이야조의 히스파니아 정복 때 무너졌다. 랑고바르드인들이 이탈리아반도에 세운 랑고바르드 왕국은 6세기까지 지속되다가 774년 프랑크인에게 정복되었다.
잉글랜드에는 수많은 앵글로색슨인 소왕국들이 난립했다(앵글로색슨 잉글랜드 시대). 알레만니는 3세기에 알레만니아 왕국을 세웠다가 496년 프랑크인들에게 복속되어 공국이 되었다. 그러나 이 주종관계는 상당히 명목상의 것이었고 알레만니아는 8세기까지 반독립적 지위를 누렸다. 반달인의 반달 왕국은 435년에서 534년까지 북아프리카 해안과 시칠리아섬에 존재했다. 부르군트인들의 부르군트 제1왕국과 수에비의 수에비 왕국도 5세기 초에 세워졌으나 각각 프랑크인과 서고트인에게 정복되었다.
동유럽 및 동남유럽에는 비게르만 야만왕국들도 있었다. 대표적으로 훈 제국(370년–469년), 아바르 카간국(567년–822년?), 고대 대불가리아(632년–668년), 하자르 카간국(650년경–969년), 불가리아 제1제국(680년-), 볼가강 불가리아(7세기-1240년대) 등이 있다. 이들 동유럽 야만왕국들은 지속적으로 동로마 제국과 패권을 다투는 경쟁관계에 있었다.
야만왕국들은 고전시대 말기에서 중세시대 초기로 넘어가는 6-7세기를 특징짓는 정체들이라는 의의를 갖는다. 서로마 제국의 옛 땅, 특히 갈리아와 이탈리아에서는 로마식 행정체계가 점진적으로 형해화되어갔다. 이 야만왕국들은 로마 제국의 포이데라티였으며, 서로마 제국의 멸망 이후에도 야만족 국왕들은 최소한 명목상으로는 동로마 황제의 신하였다. 그러다 6세기 후반 유스티누스 2세 때 동로마는 서유럽의 땅을 대부분 잃었고, 그 뒤 페르시아 및 아랍인들과 전쟁을 하기 바빠서 서유럽에 대한 영향력이 약해졌다. 그러면서 야만왕국들과 로마 제국의 역사적 유대감도 약화되었다.
그 결과 7세기에서 8세기에 걸쳐 야만왕국들은 봉건제를 발달시켰고, 이것은 유럽의 중세를 특징짓는 제도가 되었다. 그리고 800년에 프랑크인의 왕 카롤루스 1세 마그누스가 서로마 황제의 제위를 부활시키고 카롤링거 르네상스로 지중해 세계와 구분되는 "유럽"이라는 지정학적 존재가 형성되게 되었다. 오늘날 사용되는 개념으로서 "유럽"을 낳은 주체가 야만왕국들이었던 것이다.
한편 동남유럽에서는 마케도니아 르네상스(867년-1056년)가 진행되었고, 시메온 1세가 콘스탄티노플 총대주교에게 불가르인의 황제(차르)로 공인을 받았다. 서유럽에서 카롤루스의 칭제와 카롤링거 르네상스가 그러했듯이, 동남유럽에서 시메온 1세의 치세도 불가리아의 황금기로서 키릴 문자를 발명하는 등 슬라브족이라는 민족의 새 지평을 열었다.

## 같이 보기
- 중세 전기
- 유럽의 역사
- 게르만족의 대이동
- 중세 암흑시대
- 고대 후기